# Alstadhaugs kyrka
Alstadhaugs kyrka (norska Alstadhaug kirke) är en kyrka i Alstadhaug i Levangers kommun i Trøndelag fylke, Norge. Den har 400 sittplatser.
Kyrkan är en medeltida stenkyrka uppförd omkring 1180, och utmärker sig särskilt genom den fint murade oktagonala absiden med sina ribbvalv från sista halvan av 1200-talet, som tyder på en koppling till Nidarosdomen i Trondheim. Vid en restaurering på 1950-talet upptäcktes både i korbågen och absiden intressanta medeltida kalkmålningar med motiv bland annat från Kristi passion. Kyrkan har också en praktfull altartavla från 1649, utförd i Trondheim av Johan Bildtsnider.
På kyrkogården finns en av de största gravhögarna i norra Norge, där hövdingen Ølve lär ligga begraven.

## Galleri

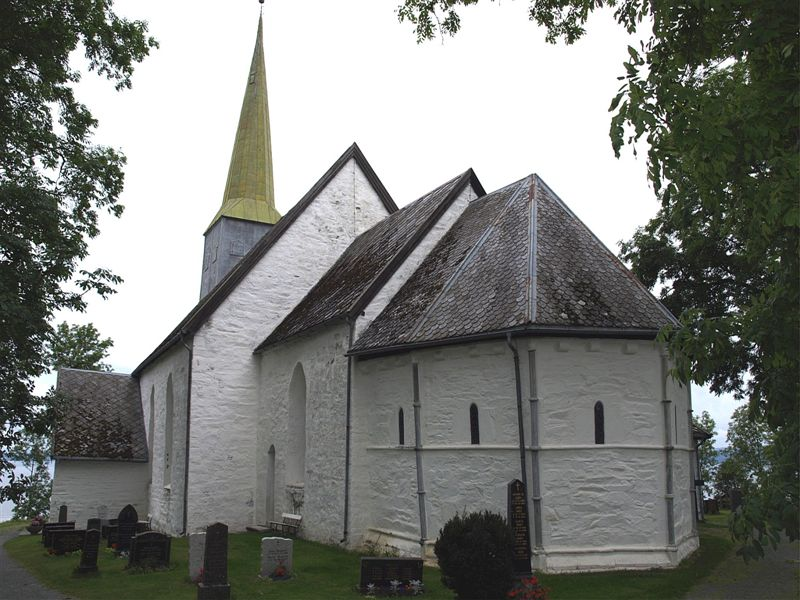
Den oktagonala absiden.
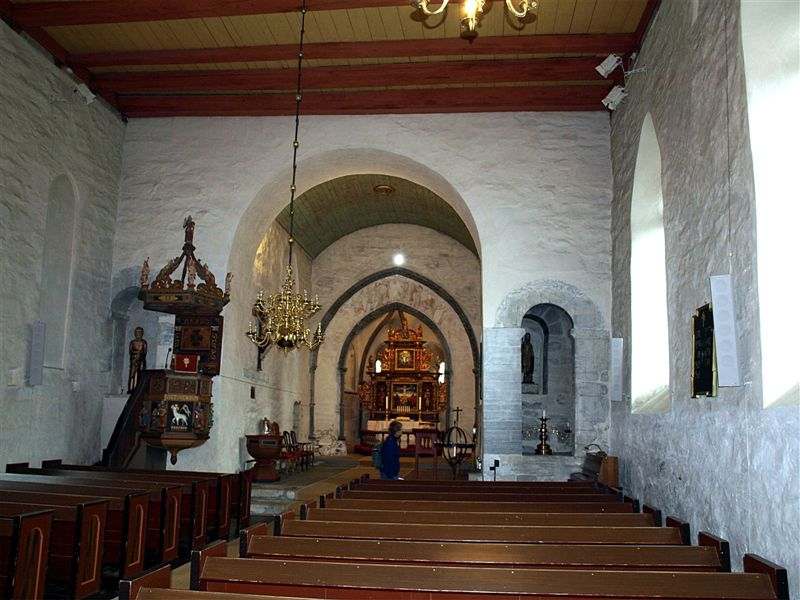
Interiör mot öst.
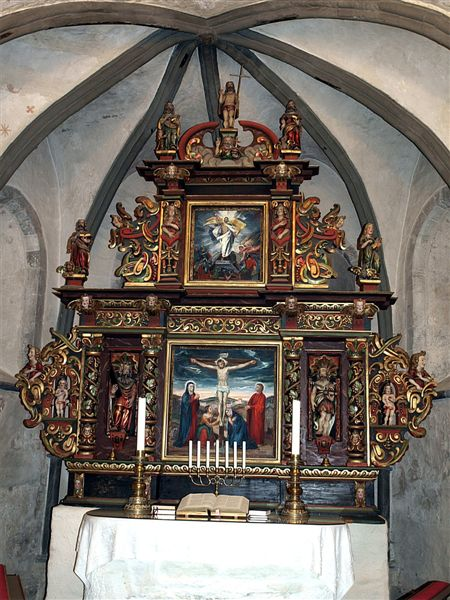
Altartavlan.
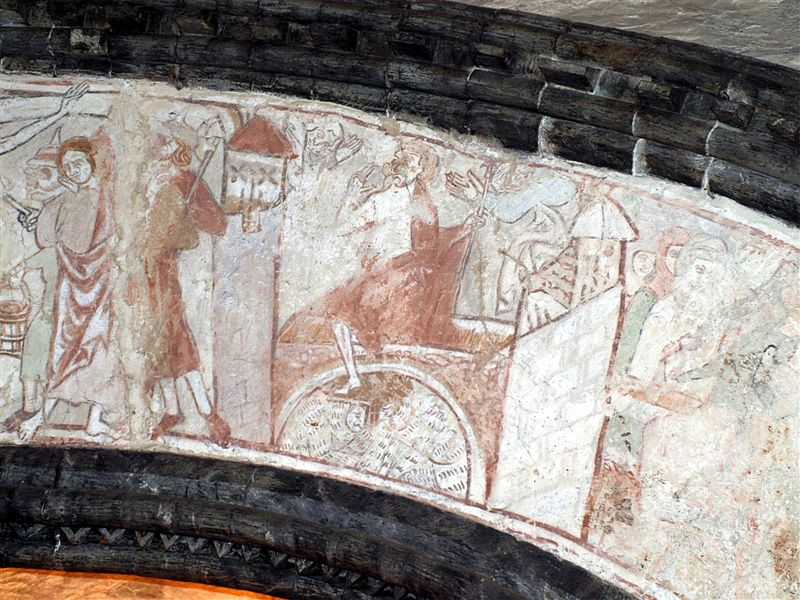
Detalj av kalkmålning över absidbågen.